# Nicolai Vallys
Nicolai Vallys (Copenhague, 4 de septiembre de 1996) es un futbolista danés que juega en la demarcación de extremo para el Brøndby IF de la Superliga de Dinamarca.

## Selección nacional
Hizo su debut con la selección de fútbol de Dinamarca el 7 de septiembre de 2023 en un partido de clasificación para la Eurocopa 2024 contra San Marino que finalizó con un resultado de 4-0 a favor del combinado danés tras los goles de Pierre Emile Højbjerg, Joakim Mæhle, Jonas Wind y Christian Eriksen.

## Clubes
| Club          | País      | Año       | Partidos | Goles |
| ------------- | --------- | --------- | -------- | ----- |
| BK Skjold     | Dinamarca | 2015-2016 |          |       |
| Skovshoved IF | Dinamarca | 2016-2018 | 30       | 12    |
| FC Roskilde   | Dinamarca | 2018-2019 | 29       | 7     |
| Silkeborg IF  | Dinamarca | 2019-2022 | 94       | 27    |
| Brøndby IF    | Dinamarca | 2022-     | 88       | 26    |